# Мензел-Леджме-Схід – Гассі-Туїл
Мензел-Леджме-Схід – Гассі-Туїл – трубопровідна система, яка забезпечує видачу продукції алжирського газопереробного заводу Мензел-Леджме.
Отримані в процесі переробки газу товарні продукти відправляються по трьом трубопроводам завдовжки по 130 км, що прямують до інфраструктурного хабу в районі родовища Гассі-Туїл:
- газопроводу діаметром 750 мм, який приєднується до газотранспортного коридору Алрар – Хассі-Р'Мель;
- трубопроводу для зрідженого нафтового газу (ЗНГ, пропан-бутанова фракція) діаметром 300 мм, що може передавати ресурс до спеціалізованого трубопроводу LR1 (так само Алрар – Хассі-Р'Мель);
- трубопроводу для конденсату діаметром 350 мм, який може передавати ресурс до конденсатопроводу Оханет – Хауд-Ель-Хамра.